# Acianthera ofella
Acianthera ofella är en orkidéart som först beskrevs av Carlyle August Luer, och fick sitt nu gällande namn av Alec M. Pridgeon och Mark W. Chase. Acianthera ofella ingår i släktet Acianthera och familjen orkidéer.
Artens utbredningsområde är Ecuador. Inga underarter finns listade i Catalogue of Life.